# Tanya Plibersek
Tanya Plibersek, née le 2 décembre 1969 à Sydney, est une femme politique australienne, membre du Parti travailliste (ALP).
Elle est connue pour son engagement dans les droits sociaux, l'éducation et la santé. Depuis le début de sa carrière politique, elle a occupé plusieurs postes ministériels et a joué un rôle important dans l'opposition au gouvernement libéral.
Depuis le 13 mai 2025, elle est ministre des Services sociaux dans le second gouvernement d'Anthony Albanese.

## Éducation et carrière prépolitique
Tanya Plibersek a grandi à Sydney et a reçu une éducation à l'Université de Nouvelle-Galles du Sud, où elle a obtenu un diplôme en arts. Avant de se lancer dans la politique, elle a travaillé comme consultante dans le secteur des relations publiques et pour une organisation à but non lucratif, ce qui lui a permis de développer une sensibilité aux enjeux sociaux.

## Carrière politique
Plibersek a été élue au Parlement fédéral en 1998, représentant la circonscription de Sydney. Depuis lors, elle a gravité vers des rôles de plus en plus influents au sein du Parti travailliste :
- Ministre des Femmes (2010-2013) : Dans ce rôle, elle a plaidé pour l'égalité des sexes et a promu des initiatives pour améliorer la condition des femmes en Australie ;
- Ministre de l'Éducation (2013) : Pendant son mandat, elle a travaillé à améliorer le financement des écoles et l'accès à l'éducation de qualité ;
- Ministre de la Santé adjointe (2013) : Elle a participé à des initiatives relatives à la santé publique et au système de santé australien.

Après la défaite des travaillistes aux élections fédérales de 2013, Plibersek a continué à jouer un rôle actif dans l'opposition en se concentrant sur des questions telles que les soins de santé, l'éducation et l'égalité sociale.

## Engagement social et politique
Tanya Plibersek est reconnue pour son engagement en faveur des droits des femmes, des questions LGBTQ+ et des politiques environnementales. Elle a révélé des préoccupations concernant le changement climatique et a soutenu des mesures visant à réduire les émissions de carbone en Australie[source secondaire nécessaire].

## Vie personnelle
Tanya Plibersek est mariée et mère de trois enfants[réf. nécessaire]. Elle est souvent décrite comme étant accessible et prompte à s'engager avec sa communauté[source secondaire nécessaire][Interprétation personnelle ?].

#### Ouvrages
- (en) J. Pill, Women in Australian Politics, Sydney, NewSouth Publishing, 2016.
- (en) A. Zappia, Voices of Women in Australian Politics: Tanya Plibersek's Leadership, Australian Scholarly Publishing, 2017.

#### Articles académiques
- (en) R. Morrison, « The Role of Gender in the Leadership Styles of Australian Female Politicians: A Study of Tanya Plibersek », Australian Journal of Political Science, vol. 50, no 3,‎ 2015, p. 289-302.
- (en) L. L. Carli et A. H. Eagly, « Women and Leadership: A Special Issue of Leadership Quarterly », Leadership Quarterly, vol. 27, no 6,‎ 2016, p. 839-841.

#### Articles de presse
- (en) T. Plibersek, « How We're Building a Fairer Australia », The Guardian,‎ 2021.
- (en) S. Carney, « Tanya Plibersek: Australia's Feminist Shadow », The Sydney Morning Herald,‎ 2019.